# العراب 2 (لعبة فيديو)
العراب 2 (بالإنجليزية: The Godfather II) وهي لعبة فيديو عالم مفتوح أكشن-مغامرات تم إنتاجها في سنة 2009، وتم برمجتها من شركة فيسرال غيمز وأنتجتها شركة إلكترونيك آرتس لميكروسوفت ويندوز وإكس بوكس 360 وبلاي ستيشن 3، أحداث اللعبة مبنية على فلم العراب: الجزء الثاني الذي أنتج في سنة 1974 وهو ثاني نسخة بعد لعبة العراب في 2006 وألتي كانت مبنية على أحداث فلم العراب (فيلم) في سنة 1972 وتدور أحداث اللعبة عن عائلة كورليوني في نيويورك.